# Claude Durussel
Pour les articles homonymes, voir Durussel.
Claude Durussel, né en 1950, est un correspondant de presse, enseignant et écrivain vaudois.

## Biographie
Originaire de Valbroye, Claude Durussel a collaboré au de 24 heures, au Journal du Nord-Vaudois et à la Feuille d'Orbe avant de devenir enseignant dans un collège, près d'Yverdon-les-Bains. 
Pour son premier roman Préméditation, paru en 1997, Claude Durussel rassemble les événements issus du quotidien et puise son inspiration dans la rubrique des faits divers et dans les chroniques judiciaires. Chacun se souvient du « fou de l'autoroute » qui, il y a quelques années, jetait des pierres sur les automobilistes. Ce personnage apparaît dans le roman de Claude Durussel, en compagnie d'autres individus qui ont, dans un passé récent, alimenté la une des journaux. 
Après Préméditation Claude Durussel signe Silence coupable, aux éditions Mon Village, puis ce sera au tour des "Lumières de la mer" d'être publié chez France Loisir également. L'auteur puise une nouvelle fois dans les faits divers pour construire ce roman qui traite d'un sujet très délicat ; la pédophilie. Son dernier ouvrage, État de choc retrace la vie d'un grand reporter-photographe qui, passionné par les images-choc, se trouve entraîné au cœur des guerres et des catastrophes jusqu'au jour où il est lui-même confronté à la mort.
En 2009, Claude Durussel abandonne (provisoirement) l'écriture pour une autre forme de média : la vidéo et il ouvre V20_prod, une structure de vidéos créatives. En 2013, il s'équipe de la première génération de drones et ajoute un département d'imagerie aérienne (Aéro_V20_prod) qui offre des images inédites vue du ciel. 

## Sources
- « Claude Durussel », sur la base de données des personnalités vaudoises sur la plateforme « Patrinum » de la Bibliothèque cantonale et universitaire de Lausanne.
- 24 Heures, 1998/11/24 et 1997/12/29 Durussel, Claude, État de choc, 4e de couverture